# Mistřín
Mistřín (německy: Mistersing) je část obce Svatobořice-Mistřín v okrese Hodonín. Nachází se na jihozápadě Svatobořic-Mistřína. Prochází zde silnice II/422 a silnice II/431. Je zde evidováno 538 adres. Trvale zde žije 1561 obyvatel.

## Historie
První písemná zmínka o obci pochází z roku 1220.

## Pamětihodnosti
- Kostel Navštívení Panny Marie
- Sousoší Nejsvětější Trojice